# Лединці (Воєводина)
Лединці (серб. Лединци; також відоме як Новий Лединці, серб. Нови Лединци) — приміське село в Сербії, приналежний до міської общини Петроварадин Південно-Бацького округу в багатоетнічному, автономному краю Воєводина.

## Населення
Населення села становить 1669 осіб (2002, перепис), з них:
- серби — 1458 — 88,84 %;
- югослави — 33 — 2,01 %;

Решту жителів  — з десяток різних етносів, зокрема: чорногорці, хорвати, словаки і кілька русинів-українців.

## Пам'ятки

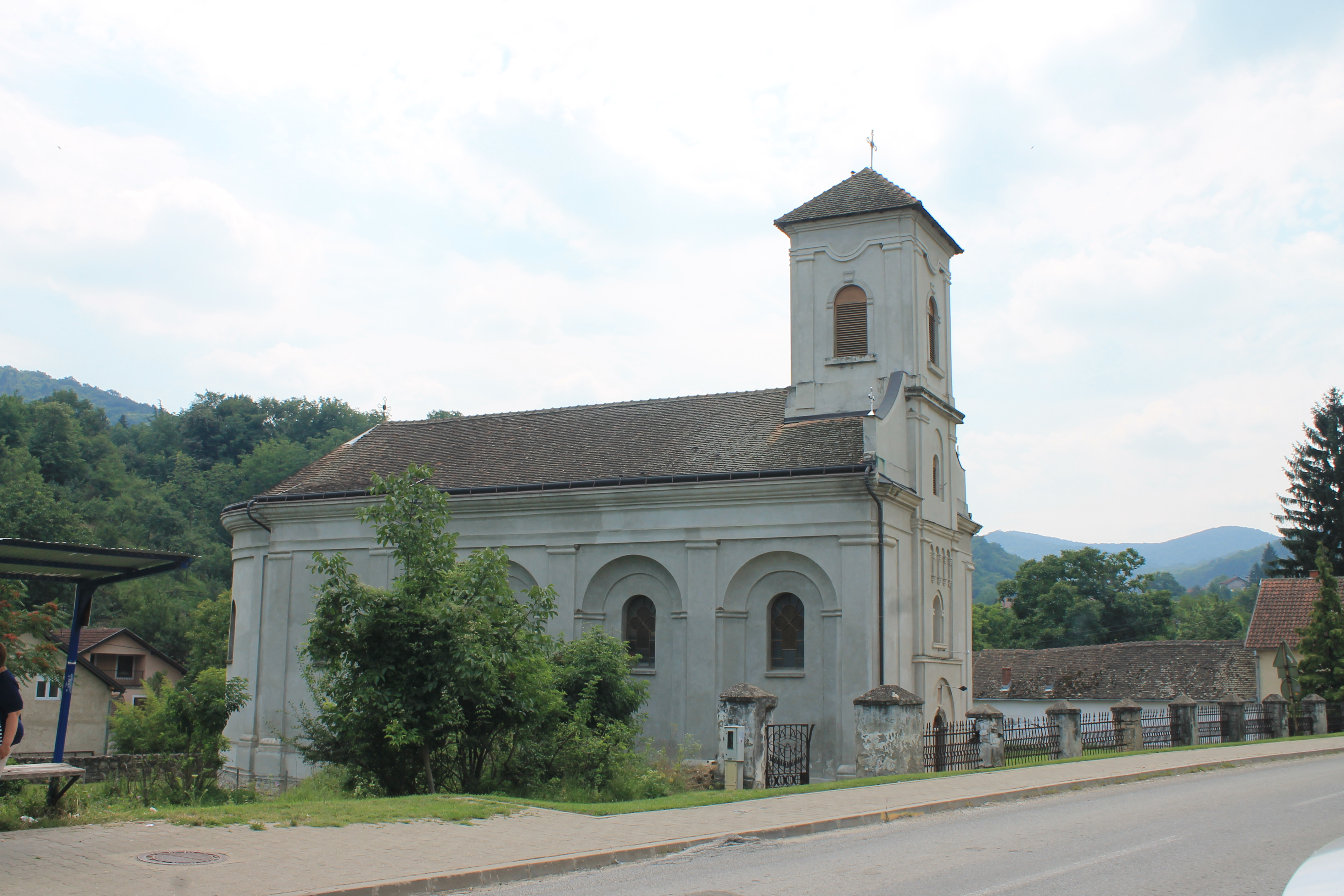
Церква святого Миколая
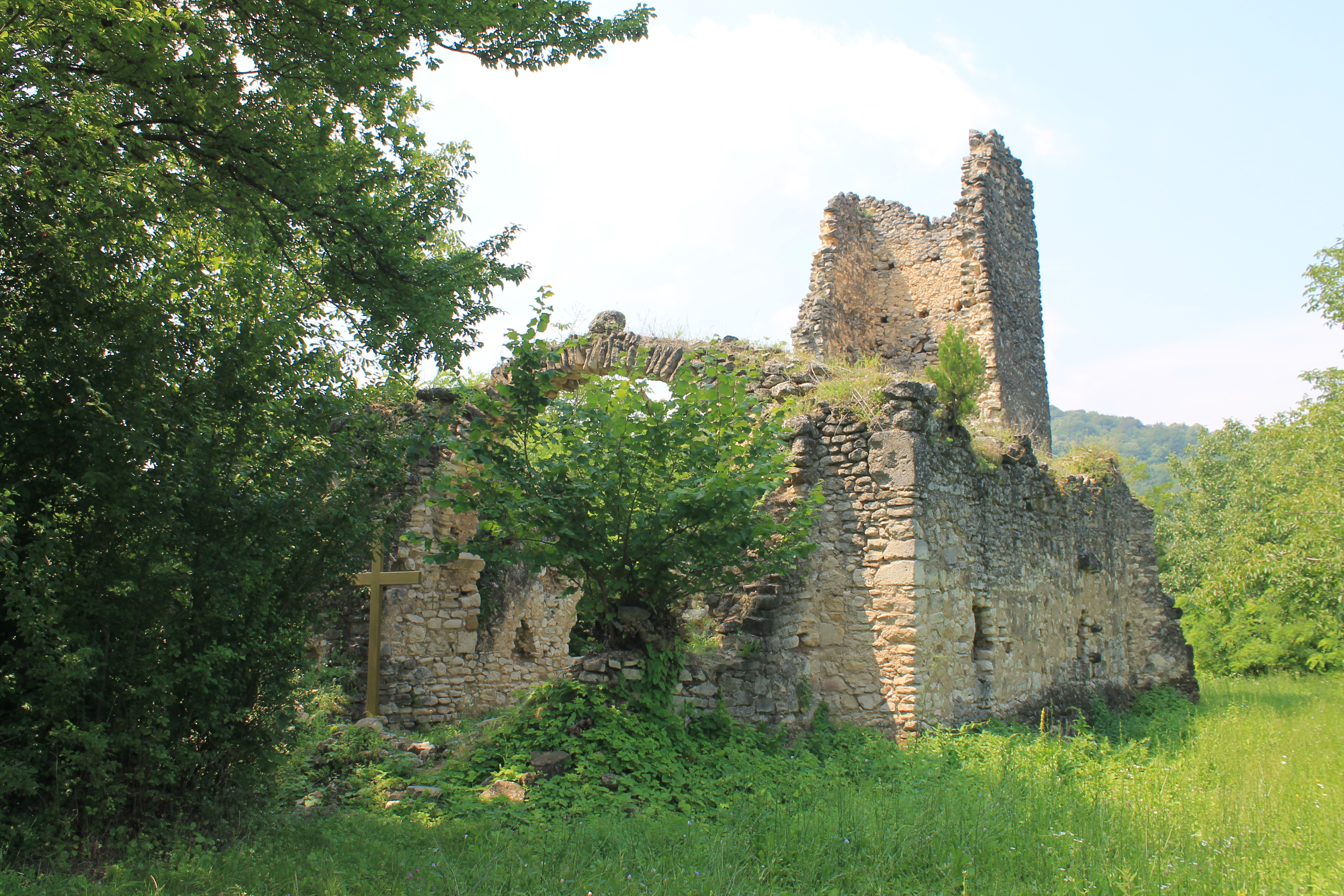
Руїни середньовічної церкви
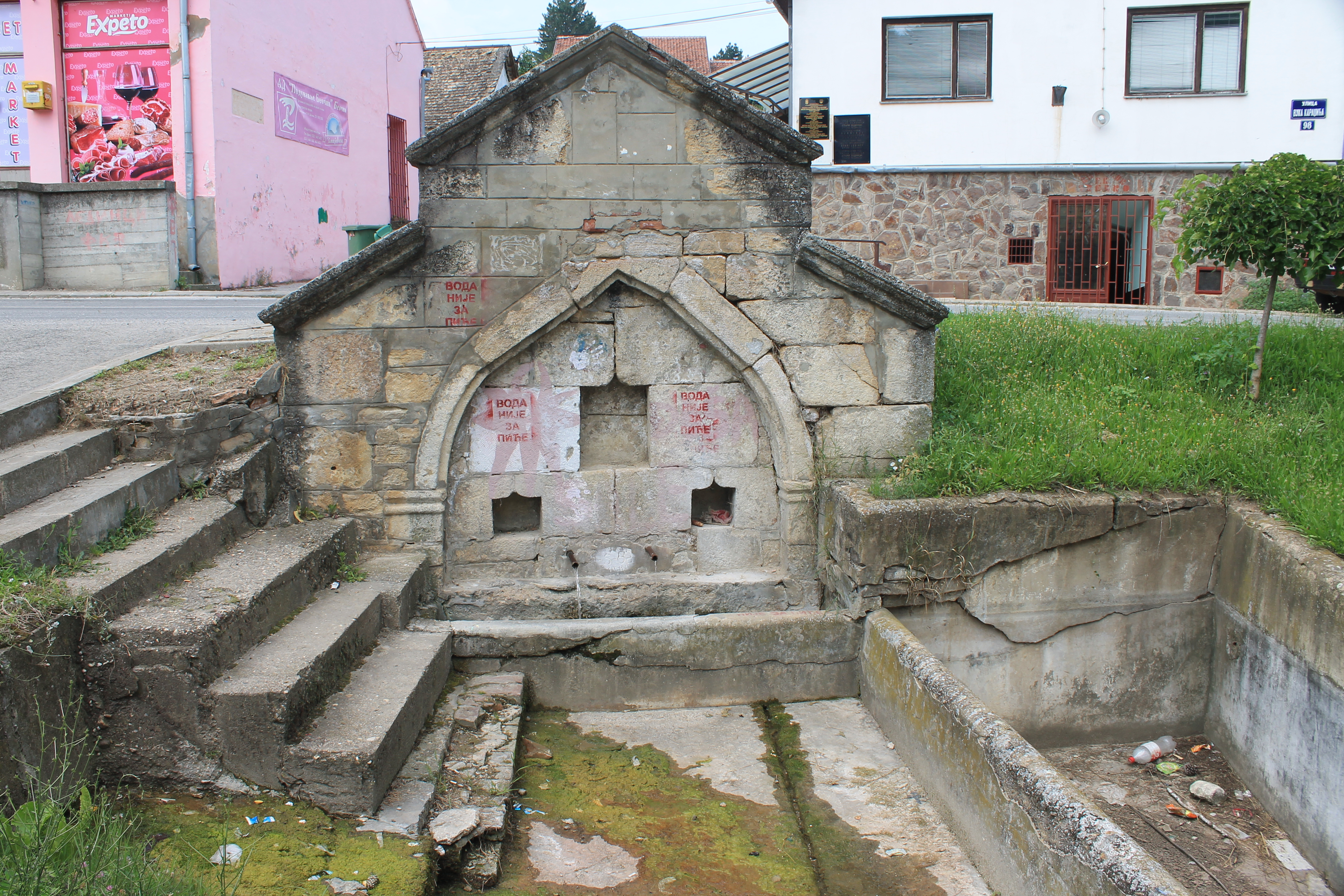
Турецький фонтан